# Rally di Cipro 2002
Il Rally di Cipro 2002, ufficialmente denominato 30th Cyprus Rally, è stata la quinta tappa del campionato del mondo rally 2002 nonché la trentottesima edizione del Rally di Cipro e la terza con valenza mondiale. La manifestazione si è svolta dal 19 al 21 aprile sugli sterrati che attraversano la catena montuosa dei Troodos, situata nella parte sud-occidentale dell'isola mediterranea, e lungo la costa attorno alla città di Limassol, base designata per il rally e sede del parco assistenza per i concorrenti.
L'evento è stato vinto dal finlandese Marcus Grönholm, navigato dal connazionale Timo Rautiainen, al volante di una Peugeot 206 WRC (2001) della squadra Peugeot Total, davanti alla coppia britannica formata dai compagni di squadra Richard Burns e Robert Reid, e all'altro equipaggio finlandese composto da Tommi Mäkinen e Kaj Lindström, su una Subaru Impreza WRC2002 del team 555 Subaru WRT.
A Cipro si disputava anche la terza tappa del campionato PWRC, che ha visto vincere l'equipaggio malese costituito da Karamjit Singh e Allen Oh su una Proton Pert della scuderia Petronas EON Racing Team, i quali sono giunti al 17º posto nella graduatoria generale.

## Dati della prova
| Denominazione ufficiale             | Cyprus Rally                                                            |
| Edizione N°                         | 30                                                                      |
| Tappa N°                            | 5 di 14                                                                 |
| Data manifestazione                 | da venerdì 19/04/2002 a domenica 21/04/2002                             |
| Sede ospitante                      | Limassol (distretto di Limassol)                                        |
| Sede parco assistenza               | Limassol (distretto di Limassol)                                        |
| Superficie                          | Terra                                                                   |
| Iscritti                            | 66                                                                      |
| Partiti                             | 60                                                                      |
| Arrivati                            | 32 (53,3%)                                                              |
| Prove speciali previste             | 20                                                                      |
| Prove speciali disputate            | 19 (1 cancellata)                                                       |
| Prova più breve                     | 9,14 km (PS17 e PS20: Lageia - Kalavasos)                               |
| Prova più lunga                     | 30,62 km (PS9: Kourdali - Spilia)                                       |
| Prova più lenta                     | velocità media di 60,73 km/h (PS12: Foini - Koilinia 1)                 |
| Prova più veloce                    | velocità media di 105,03 km/h (PS10: Prastio - Pachna 2)                |
| Lunghezza prove speciali previste   | 324,17 km                                                               |
| Lunghezza prove speciali disputate  | 294,29 km (23,1% della distanza totale effettiva - cancellati 29,88 km) |
| Lunghezza complessiva trasferimenti | 982,04 km                                                               |
| Distanza totale effettiva           | 1276,33 km                                                              |

## Itinerario
| Frazione 1 (19 apr) |        | 08:02  | Assistenza – Limassol (20 min) | –        | 96,32 km  |  |  |
| Frazione 1 (19 apr) | PS1    | 09:12  | Platres - Kato Amiantos 1      | 11,60 km | 96,32 km  |  |  |
| Frazione 1 (19 apr) | PS2    | 09:55  | Lagoudera - Kapouras 1         | 15,00 km | 96,32 km  |  |  |
| Frazione 1 (19 apr) | PS3    | 10:23  | Kapouras - Agios Theodoros 1   | 21,56 km | 96,32 km  |  |  |
| Frazione 1 (19 apr) |        | 12:20  | Assistenza – Limassol (20 min) | –        | 96,32 km  |  |  |
| Frazione 1 (19 apr) | PS4    | 13:30  | Platres - Kato Amiantos 1      | 11,60 km | 96,32 km  |  |  |
| Frazione 1 (19 apr) | PS5    | 14:13  | Lagoudera - Kapouras 1         | 15,00 km | 96,32 km  |  |  |
| Frazione 1 (19 apr) | PS6    | 14:41  | Kapouras - Agios Theodoros 1   | 21,56 km | 96,32 km  |  |  |
| Frazione 1 (19 apr) |        | 16:18  | Assistenza – Limassol (45 min) | –        | 96,32 km  |  |  |
|                     |        |        |                                |          |           |  |  |
| Frazione 2 (20 apr) |        | 06:02  | Assistenza – Limassol (20 min) | –        | 145,97 km |  |  |
| Frazione 2 (20 apr) | PS7    | 07:12  | Prastio - Pachna 1             | 10,92 km | 145,97 km |  |  |
| Frazione 2 (20 apr) | PS8    | 08:15  | Platres - Saittas 1            | 11,25 km | 145,97 km |  |  |
| Frazione 2 (20 apr) | PS9    | 08:58  | Kourdali - Spilia              | 30,62 km | 145,97 km |  |  |
| Frazione 2 (20 apr) |        | 10:38  | Assistenza – Limassol (20 min) | –        | 145,97 km |  |  |
| Frazione 2 (20 apr) | PS10   | 11:48  | Prastio - Pachna 2             | 10,92 km | 145,97 km |  |  |
| Frazione 2 (20 apr) | PS11   | 12:51  | Platres - Saittas 2            | 11,25 km | 145,97 km |  |  |
| Frazione 2 (20 apr) | PS12   | 13:26  | Foini - Koilinia 1             | 29,88 km | 145,97 km |  |  |
| Frazione 2 (20 apr) |        | 15:46  | Assistenza – Limassol (20 min) | –        | 145,97 km |  |  |
| Frazione 2 (20 apr) | PS13   | 16:56  | Platres - Saittas 3            | 11,25 km | 145,97 km |  |  |
| Frazione 2 (20 apr) | PS14   | 17:31  | Foini - Koilinia 2             | 29,88 km | 145,97 km |  |  |
| Frazione 2 (20 apr) |        | 19:31  | Assistenza – Limassol (45 min) | –        | 145,97 km |  |  |
|                     |        |        |                                |          |           |  |  |
| Frazione 3 (21 apr) |        | 08:02  | Assistenza – Limassol (20 min) | –        | 81,88 km  |  |  |
| Frazione 3 (21 apr) | PS15   | 09:35  | Vavatsinia - Mandra Kambiou 1  | 19,00 km | 81,88 km  |  |  |
| Frazione 3 (21 apr) | PS16   | 10:18  | Macheras - Agioi Vavatsinias 1 | 12,80 km | 81,88 km  |  |  |
| Frazione 3 (21 apr) | PS17   | 10:56  | Lageia - Kalavasos 1           | 9,14 km  | 81,88 km  |  |  |
| Frazione 3 (21 apr) |        | 12:13  | Assistenza – Limassol (20 min) | –        | 81,88 km  |  |  |
| Frazione 3 (21 apr) | PS18   | 13:46  | Vavatsinia - Mandra Kambiou 2  | 19,00 km | 81,88 km  |  |  |
| Frazione 3 (21 apr) | PS19   | 14:29  | Macheras - Agioi Vavatsinias 2 | 12,80 km | 81,88 km  |  |  |
| Frazione 3 (21 apr) | PS20   | 15:07  | Lageia - Kalavasos 2           | 9,14 km  | 81,88 km  |  |  |
| Frazione 3 (21 apr) |        | 16:04  | Assistenza – Limassol (20 min) | –        | 81,88 km  |  |  |
| Totale              | Totale | Totale | Totale                         | Totale   | 324,17 km |  |  |

## Risultati

### Classifica
| Pos.                   | Nº       | Pilota             | Co-pilota            | Auto                      | Squadra                  | Classe    | Tempo     | Distacco | Punti    |
| Generale               | Generale | Generale           | Generale             | Generale                  | Generale                 | Generale  | Generale  | Generale | Generale |
| ---------------------- | -------- | ------------------ | -------------------- | ------------------------- | ------------------------ | --------- | --------- | -------- | -------- |
| 1.                     | 2        | Marcus Grönholm    | Timo Rautiainen      | Peugeot 206 WRC (2001)    | Peugeot Total            | WRC       | 4h21'25"7 | –        | 10       |
| 2.                     | 1        | Richard Burns      | Robert Reid          | Peugeot 206 WRC (2001)    | Peugeot Total            | WRC       | 4h22'22"5 | +56"8    | 6        |
| 3.                     | 10       | Tommi Mäkinen      | Kaj Lindström        | Subaru Impreza WRC2002    | 555 Subaru WRT           | WRC       | 4h22'24"7 | +59"0    | 4        |
| 4.                     | 3        | Harri Rovanperä    | Risto Pietiläinen    | Peugeot 206 WRC (2001)    | Peugeot Total            | WRC       | 4h22'44"4 | +1'18"7  | 3        |
| 5.                     | 11       | Petter Solberg     | Phil Mills           | Subaru Impreza WRC2001    | 555 Subaru WRT           | WRC       | 4h23'43"6 | +2'17"9  | 2        |
| 6.                     | 5        | Colin McRae        | Nicky Grist          | Ford Focus RS WRC 02      | Ford Rallye Sport        | WRC       | 4h24'11"2 | +2'45"5  | 1        |
| 7.                     | 17       | Armin Schwarz      | Manfred Hiemer       | Hyundai Accent WRC3       | Hyundai Castrol WRT      | WRC       | 4h24'13"1 | +2'47"4  | -        |
| 8.                     | 6        | Markko Märtin      | Michael Park         | Ford Focus RS WRC 02      | Ford Rallye Sport        | WRC       | 4h25'48"3 | +4'22"6  | -        |
| 9.                     | 14       | Kenneth Eriksson   | Christina Thörner    | Škoda Octavia WRC Evo2    | Škoda Motorsport         | WRC       | 4h28'43"4 | +7'17"7  | -        |
| 10.                    | 23       | Gilles Panizzi     | Hervé Panizzi        | Peugeot 206 WRC (2001)    | Peugeot Total            | WRC       | 4h29'37"9 | +8'12"2  | -        |
| Campionato piloti PWRC |          |                    |                      |                           |                          |           |           |          |          |
| 1. (17.)               | 74       | Karamjit Singh     | Allen Oh             | Proton Pert               | Petronas EON Racing Team | N4 / PWRC | 4h52'17"9 | –        | 10       |
| 2. (20.)               | 51       | Gustavo Trelles    | Jorge del Buono      | Mitsubishi Lancer Evo VI  | MRT by Nocentini         | N4 / PWRC | 4h57'59"4 | +5'41"5  | 6        |
| 3. (21.)               | 58       | Luca Baldini       | Marco Muzzarelli     | Mitsubishi Lancer Evo VI  | -                        | N4 / PWRC | 4h59'10"7 | +6'52"8  | 4        |
| 4. (22.)               | 66       | Dimităr Iliev      | Petăr Sivov          | Mitsubishi Lancer Evo VII | MRT by Nocentini         | N4 / PWRC | 5h00'06"0 | +7'48"1  | 3        |
| 5. (23.)               | 55       | Saulius Girdauskas | Žilvinas Sakalauskas | Mitsubishi Lancer Evo VI  | -                        | N4 / PWRC | 5h03'08"5 | +10'50"6 | 2        |
| 6. (24.)               | 69       | Bernt Kollevold    | Ola Fløene           | Mitsubishi Lancer Evo VI  | -                        | N4 / PWRC | 5h10'37"3 | +18'19"4 | 1        |

| Principali ritiri | Principali ritiri | Principali ritiri | Principali ritiri | Principali ritiri      | Principali ritiri            | Principali ritiri | Principali ritiri | Principali ritiri |
| PS                | Nº                | Pilota            | Co-pilota         | Auto                   | Squadra                      | Classe            | Causa             | Pos.              |
| ----------------- | ----------------- | ----------------- | ----------------- | ---------------------- | ---------------------------- | ----------------- | ----------------- | ----------------- |
| PS 5              | 19                | Juha Kankkunen    | Juha Repo         | Hyundai Accent WRC3    | Hyundai Castrol WRT          | WRC               | Perdita d'olio    | 7º                |
| PS 5              | 31                | Juuso Pykälistö   | Esko Mertsalmi    | Toyota Corolla WRC     | -                            | WRC               | Cambio            | 23º               |
| PS 7              | 9                 | Jani Paasonen     | Arto Kapanen      | Mitsubishi Lancer WRC  | Marlboro Mitsubishi Ralliart | WRC               | Incidente         | 14º               |
| PS 9              | 24                | François Duval    | Jean-Marc Fortin  | Ford Focus RS WRC 01   | Ford Rallye Sport            | WRC               | Motore            | 4º                |
| PS 12             | 8                 | Alister McRae     | David Senior      | Mitsubishi Lancer WRC  | Marlboro Mitsubishi Ralliart | WRC               | Trasmissione      | 17º               |
| PS 12             | 15                | Roman Kresta      | Jan Tománek       | Škoda Octavia WRC Evo2 | Škoda Motorsport             | WRC               | Incidente         | 18º               |
| PS 12             | 18                | Freddy Loix       | Sven Smeets       | Hyundai Accent WRC3    | Hyundai Castrol WRT          | WRC               | Cambio            | 8º                |
| PS 12             | 25                | Bruno Thiry       | Stéphane Prévot   | Peugeot 206 WRC        | Peugeot Bastos Racing        | WRC               | Sospensione       | 19º               |

Legenda
| Icona | Classe                                                                                  |
| ----- | --------------------------------------------------------------------------------------- |
| WRC   | Equipaggio di classe A8 che può conquistare punti per il campionato costruttori WRC     |
| WRC   | Equipaggio di classe A8 che non può conquistare punti per il campionato costruttori WRC |
| PWRC  | Equipaggio registrato al campionato PWRC                                                |
| JWRC  | Equipaggio registrato al campionato Junior WRC                                          |
|       | Ulteriori classificazioni                                                               |

### Prove speciali
| Frazione            | Prova | Ora   | Nome                           | Lunghezza | Vincitori                         | Tempo            | Velocità media   | Leader del rally                |
| ------------------- | ----- | ----- | ------------------------------ | --------- | --------------------------------- | ---------------- | ---------------- | ------------------------------- |
| Frazione 1 (19 apr) | PS1   | 09:12 | Platres - Kato Amiantos 1      | 11,60 km  | Colin McRae Nicky Grist           | 9'20"8           | 74,47 km/h       | Colin McRae Nicky Grist         |
| Frazione 1 (19 apr) | PS2   | 09:55 | Lagoudera - Kapouras 1         | 15,00 km  | François Duval Jean-Marc Fortin   | 14'18"5          | 62,90 km/h       | François Duval Jean-Marc Fortin |
| Frazione 1 (19 apr) | PS3   | 10:23 | Kapouras - Agios Theodoros 1   | 21,56 km  | Markko Märtin Michael Park        | 20'16"6          | 63,80 km/h       | Markko Märtin Michael Park      |
| Frazione 1 (19 apr) | PS4   | 13:30 | Platres - Kato Amiantos 2      | 11,60 km  | Petter Solberg Phil Mills         | 9'21"7           | 74,35 km/h       | Colin McRae Nicky Grist         |
| Frazione 1 (19 apr) | PS5   | 14:13 | Lagoudera - Kapouras 2         | 15,00 km  | Tommi Mäkinen Kaj Lindström       | 14'11"7          | 63,40 km/h       | Colin McRae Nicky Grist         |
| Frazione 1 (19 apr) | PS6   | 14:41 | Kapouras - Agios Theodoros 2   | 21,56 km  | Colin McRae Nicky Grist           | 19'51"5          | 65,14 km/h       | Colin McRae Nicky Grist         |
|                     |       |       |                                |           |                                   |                  |                  | Colin McRae Nicky Grist         |
| Frazione 2 (20 apr) | PS7   | 07:12 | Prastio - Pachna 1             | 10,92 km  | Carlos Sainz Luis Moya            | 6'29"0           | 101,06 km/h      | Colin McRae Nicky Grist         |
| Frazione 2 (20 apr) | PS8   | 08:15 | Platres - Saittas 1            | 11,25 km  | Carlos Sainz Luis Moya            | 9'21"2           | 72,17 km/h       | Colin McRae Nicky Grist         |
| Frazione 2 (20 apr) | PS9   | 08:58 | Kourdali - Spilia              | 30,62 km  | Tommi Mäkinen Kaj Lindström       | 29'21"8          | 62,57 km/h       | Colin McRae Nicky Grist         |
| Frazione 2 (20 apr) | PS10  | 11:48 | Prastio - Pachna 2             | 10,92 km  | Petter Solberg Phil Mills         | 6'14"3           | 105,03 km/h      | Colin McRae Nicky Grist         |
| Frazione 2 (20 apr) | PS11  | 12:51 | Platres - Saittas 2            | 11,25 km  | Petter Solberg Phil Mills         | 9'02"7           | 74,63 km/h       | Colin McRae Nicky Grist         |
| Frazione 2 (20 apr) | PS12  | 13:26 | Foini - Koilinia 1             | 29,88 km  | Petter Solberg Phil Mills         | 29'31"3          | 60,73 km/h       | Colin McRae Nicky Grist         |
| Frazione 2 (20 apr) | PS13  | 16:56 | Platres - Saittas 3            | 11,25 km  | Petter Solberg Phil Mills         | 9'24"6           | 77,73 km/h       | Colin McRae Nicky Grist         |
| Frazione 2 (20 apr) | PS14  | 17:31 | Foini - Koilinia 2             | 29,88 km  | prova cancellata                  | prova cancellata | prova cancellata | Colin McRae Nicky Grist         |
|                     |       |       |                                |           |                                   |                  |                  | Colin McRae Nicky Grist         |
| Frazione 3 (21 apr) | PS15  | 09:35 | Vavatsinia - Mandra Kambiou 1  | 19,00 km  | Harri Rovanperä Risto Pietiläinen | 16'34"9          | 68,75 km/h       | Colin McRae Nicky Grist         |
| Frazione 3 (21 apr) | PS16  | 10:18 | Macheras - Agioi Vavatsinias 1 | 12,80 km  | Tommi Mäkinen Kaj Lindström       | 10'55"8          | 70,27 km/h       | Marcus Grönholm Timo Rautiainen |
| Frazione 3 (21 apr) | PS17  | 10:56 | Lageia - Kalavasos 1           | 9,14 km   | Tommi Mäkinen Kaj Lindström       | 7'41"0           | 71,38 km/h       | Marcus Grönholm Timo Rautiainen |
| Frazione 3 (21 apr) | PS18  | 13:46 | Vavatsinia - Mandra Kambiou 2  | 19,00 km  | Petter Solberg Phil Mills         | 17'02"1          | 66,92 km/h       | Marcus Grönholm Timo Rautiainen |
| Frazione 3 (21 apr) | PS19  | 14:29 | Macheras - Agioi Vavatsinias 2 | 12,80 km  | Tommi Mäkinen Kaj Lindström       | 11'16"7          | 68,10 km/h       | Marcus Grönholm Timo Rautiainen |
| Frazione 3 (21 apr) | PS20  | 15:07 | Lageia - Kalavasos 2           | 9,14 km   | Richard Burns Robert Reid         | 7'37"3           | 71,95 km/h       | Marcus Grönholm Timo Rautiainen |

## Classifiche mondiali
Classifica piloti
| Pos. | Pos. | Pilota            | Punti |
| ---- | ---- | ----------------- | ----- |
| 1    |      | Marcus Grönholm   | 31    |
| 2    |      | Gilles Panizzi    | 20    |
| 3    |      | Richard Burns     | 19    |
| 4    |      | Tommi Mäkinen     | 14    |
| 5    | 2    | Harri Rovanperä   | 9     |
| 6    | 1    | Carlos Sainz      | 9     |
| 7    | 1    | Philippe Bugalski | 7     |
| 8    | 2    | Petter Solberg    | 7     |
| 9    | 1    | Sébastien Loeb    | 6     |
| 10   | 1    | Colin McRae       | 6     |
| 11   |      | Alister McRae     | 2     |

Classifica costruttori WRC
| Pos. | Pos. | Squadra                      | Punti |
| ---- | ---- | ---------------------------- | ----- |
| 1    |      | Peugeot Total                | 68    |
| 2    | 1    | 555 Subaru WRT               | 27    |
| 3    | 1    | Ford Rallye Sport            | 27    |
| 4    |      | Marlboro Mitsubishi Ralliart | 6     |
| 5    |      | Hyundai Castrol WRT          | 2     |